# Igor Sieczin
Igor Iwanowicz Sieczin (ros. Игорь Иванович Сечин; ur. 7 września 1960 w Leningradzie) – rosyjski oligarcha, dyrektor generalny państwowego przedsiębiorstwa paliwowego Rosnieft.

## Życiorys
Został jednym z najbardziej zaufanych i najbliższych doradców Władimira Putina oraz jego osobistym przyjacielem.
W latach 90. XX wieku pracował z Putinem w urzędzie mera Petersburga. W 1999 został zastępcą szefa administracji Władimira Putina, w 2008 wicepremierem, a w 2012 dyrektorem generalnym Rosnieftu.
W 2012 został przewodniczącym rady nadzorczej klubu hokejowego CSKA Moskwa. Otrzymał złoty medal za zdobycie tytułu mistrzostw Rosji w sezonie 2014/2015.
Decyzją z dnia 28 lutego 2022 Rada Unii Europejskiej nałożyła na Sieczina sankcje za wspieranie działań podważających integralność terytorialną, suwerenność i niezależność Ukrainy, jak również za udzielanie aktywnego wsparcia rosyjskim decydentom odpowiedzialnym za aneksję Krymu i destabilizację Ukrainy oraz za czerpanie korzyści z powiązań z tymi decydentami. Został również umieszczony na liście sankcyjnej Kanady, Australii, Szwajcarii, Wielkiej Brytanii oraz Stanów Zjednoczonych Ameryki, a 26 kwietnia 2022 także w Polsce na liście osób i podmiotów objętych sankcjami Ministerstwa Spraw Wewnętrznych i Administracji.

## Odznaczenia
- Order Przyjaźni[5]
- Order „Przyjaźń” (Azerbejdżan)[6]
- Komandor Orderu Zasługi Republiki Włoskiej[7]